# توم بيرسون
توم بيرسون (بالإنجليزية: Tom Pearson)‏ هو لاعب كرة قدم بريطاني (وحمل سابقاً جنسية المملكة المتحدة لبريطانيا العظمى وأيرلندا) في مركز الهجوم، ولد في 20 مايو 1866 في ويست بروميتش في المملكة المتحدة، وتوفي بنفس المكان في 4 يوليو 1918. لعب مع وست بروميتش ألبيون.